# Hendīman
Hendīman (persiska: هِنديمَن, هيندَمان, هِندَمان, هَندمان, اَنديمِن, هَنديمَن) är en ort i Iran.   Den ligger i provinsen Kurdistan, i den nordvästra delen av landet, 400 km väster om huvudstaden Teheran. Hendīman ligger 1 670 meter över havet och antalet invånare är 635.
Terrängen runt Hendīman är kuperad åt sydväst, men åt nordost är den bergig.Runt Hendīman är det ganska tätbefolkat, med 65 invånare per kvadratkilometer. Närmaste större samhälle är Sarchī, 4,3 km öster om Hendīman. Trakten runt Hendīman består i huvudsak av gräsmarker.